# Waterford (Wirginia)

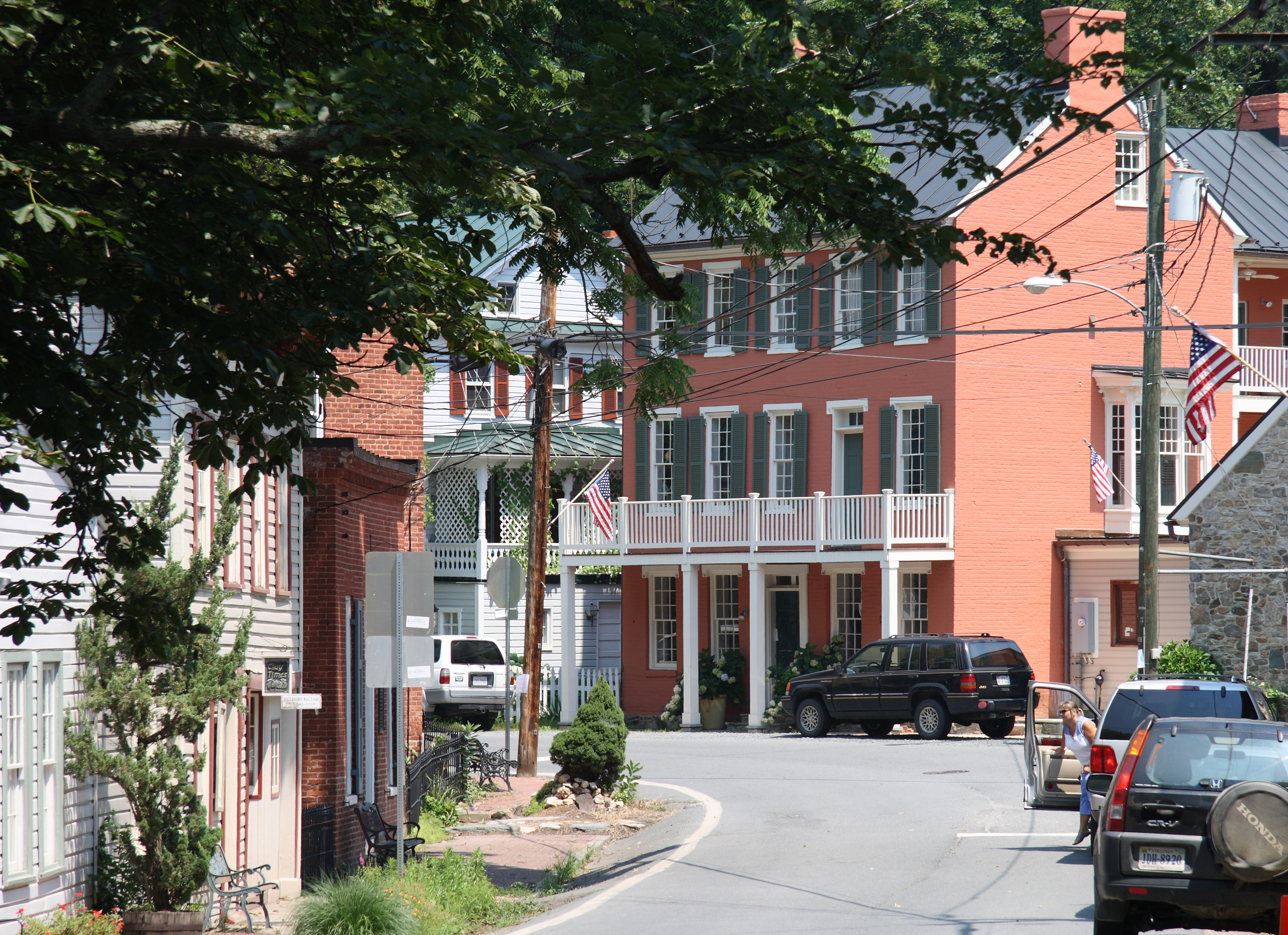
Centrum miasta Waterford

Waterford – obszar niemunicypalny leżący w hrabstwie Loudoun, w amerykańskim stanie Wirginia. Waterford znajduje się 50 mil od Waszyngtonu i 11 kilometrów od Leesburga. Założony w 1733 przez kwakra z Pensylwanii Amosa Janney. Na jego terenie znajduje się National Historic Landmark